# Super Density Disc

SDロゴ。後にSDメモリーカードに転用されたが、光ディスクを思わせるデザインになっている

Super Density Disc（スーパー・デンシティ・ディスク）、略称SDは、1995年に提案されたデジタルビデオ光ディスクの規格。
東芝、タイム・ワーナー、松下電器（現パナソニック）、日立、パイオニア、トムソン、日本ビクター（現JVCケンウッド）の7社がSDに参画し、ソニー、フィリップス陣営のMultiMedia Compact Disc (MMCD) と対立した。しかし1995年末、SD規格をベースにMMCD規格の一部技術を統合することで両陣営が合意し、現在のDVDが生まれた。
厚さ0.6mmの基板を2層貼り合わせて大容量化したことが特徴で、この仕様はDVDにも引き継がれた。読み取り装置として、1995年に東芝はSD-ROMドライブを試作している。
SDのロゴは、SDメモリーカード（SDカード）に転用された。そのため、SDカードは光ディスクではないにもかかわらず、ロゴは光ディスクを思わせるデザインになっている。なお、SDカードのSDはSecure Digitalの略で、Super Density Discと直接のつながりはない。